# Net Stable Funding Ratio
El Net Stable Funding Ratio (NSFR) (en español: Ratio de financiación estable neto) es un requerimiento de liquidez que se enmarca, junto al Liquidity Coverage Ratio (LCR), dentro de la serie de revisiones bancarias Basilea III — lanzado por el G20 a raíz de la Crisis bancaria de 2008 —. El NSFR y el LCR son considerados requerimientos claves por lo que está previsto que se apliquen a todos los bancos en el mundo en actividades bancarias internacionales.

## Historia
Durante la crisis bancaria de 2007, varios bancos (como el Northern Rock en Reino Unido o los bancos de inversión estadounidenses Bear Stearns y Lehman Brothers) sufrieron una crisis de liquidez. Esta se debió a su sobrevaloración en fondos mayoristas a corto plazo provenientes del mercado interbancario. Como resultado el G20 lanzó una revisión de las regulaciones bancarias conocida como Basilea III. Además de los cambios en requerimientos de capital, Basilea III también contiene requerimientos de liquidez: el net stable funding ratio (NSFR) y el liquidity coverage ratio (LCR).

## Net stable funding ratio (NSFR o NSF ratio)
El net stable funding ratio fue propuesto para Basilea III, el nuevo conjunto de requerimientos bancarios remplazaría Basilea II. Basilea III fue preparado por el Comité de Basilea del Banco de Pagos Internacionales. 
Basilea III todavía no ha sido implementado.
Este ratio busca calcular la proporción de activos a largo plazo que son financiados por productos largo placistas, financiación estable.
- Financiación estable incluye: depósitos a clientes, financiación mayorista a largo plazo (proveniente del mercado interbancario) y recursos propios.
- Financiación inestable excluye financiación mayorista a corto plazo (incluyendo la proveniente del mercado interbancario).

Estos componentes de la financiación estable no se miden de la misma manera: véase la página 21 y 22 del Documento de Consulta de diciembre de 2009. para consultar los pesos detallados.
Activos a largo plazo o activos a plazo estructural significa:
- 100% de los préstamos superiores a un año;
- 85% de los préstamos a clientes minoritas con una vida restante inferior a un año;
- 50% de préstamos a clientes corporativos con una vida restante inferior a un año;
- y 20% de bonos del estado o corporativos.
- las categorías fuera de la hoja de balances también son tenidas en cuenta.

Véase la página del Documento de Consulta de 2009 para conocer los pesos asignados.
Este documento consultativo podrá sufrir modificaciones.

## El estándar (o la métrica)
Los activos de financiación estable a largo plazo deben ser > 100%

Véase la página 20 del Documento de Consulta de diciembre de 2009

## Planes de implementación
Junto con el ratio de cobertura de liquidez (liquidity coverage ratio -LCR), el net stable funding ratios (NSF ratio) son parte de las nuevas propuestas de estándares internacionales de liquidez.
El LCR se comenzará a implantar a partir de 2015. En 2015 el ratio deberá ser un 60% o superior. La implementación deberá finalizar en 2019, con un ratio superior al 100%
Los bancos tienen hasta 2018 para utilizar el estándar NSFR. Con el tiempo el Net stable funding ratio será revisado a medida que se desarrollan propuestas y se implementan estándares de este tipo.

## Categorías de la hoja de balances
Como se menciona arriba, las categorías fuera de la hoja de balance también son tenidas en cuenta, puesto que contribuirán a los activos a largo plazo. Esto se explica mejor a través del potencial de las llamadas de contingencia sobre la liquidez financiada (líneas de crédito revocables e irrevocables y líneas de crédito a clientes). Como consecuencia, una vez que la medida esté funcionando, los compromisos fuera de balance deberán de ser financiados mediante financiación estable.

Véase la página 24 del Documento de consulta de diciembre de 2009 para ver los pesos detallados.

Esto puede que ayude a prevenir el exceso de uso del Sistema bancario en la sombra, incluyendo entidades de propósito especial y vehículos de inversión estructurado, ya que estos últimos frecuentemente se financian de empresas de liquidez que son respaldadas por el banco que las creó.